# Othakadai
Othakadai è una suddivisione dell'India, classificata come town panchayat, di 12.185 abitanti, situata nel distretto di Madurai, nello stato federato del Tamil Nadu. In base al numero di abitanti la città rientra nella classe IV (da 10.000 a 19.999 persone).

## Geografia fisica
La città è situata a 09° 55' 43 N e 78° 05' 45 E.

## Società

### Evoluzione demografica
Al censimento del 2001 la popolazione di Othakadai assommava a 12.185 persone, delle quali 6.357 maschi e 5.828 femmine. I bambini di età inferiore o uguale ai sei anni assommavano a 1.532, dei quali 817 maschi e 715 femmine. Infine, coloro che erano in grado di saper almeno leggere e scrivere erano 9.184, dei quali 5.123 maschi e 4.061 femmine.